# Weiße Mormonentulpe
Die Weiße Mormonentulpe (Calochortus albus) ist eine Pflanzenart aus der Gattung Mormonentulpen (Calochortus) in der Familie der Liliengewächse (Liliaceae). 

## Merkmale
Die Weiße Mormonentulpe ist eine herbst- bis frühjahrsgrüne,  ausdauernde krautige Pflanze, die Wuchshöhen von 20 bis 80 Zentimeter erreicht. Dieser Geophyt bildet Zwiebeln als Überdauerungsorgane. Die Laubblätter sind linealisch und 30 bis 70 Zentimeter lang; die Grundblätter sind zur Blütezeit erhalten. 
Die zwittrige, radiärsymmetrische, dreizählige Blüte ist nickend, geschlossen. Die zwei mal drei Blütenhüllblätter sind weiß bis tiefrosa gefärbt. Die äußeren Blütenhüllblätter sind 10 bis 15 Millimeter lang und liegen an den inneren an. Die inneren Blütenhüllblätter sind elliptisch und 10 bis 25 Millimeter lang. 
Die Blütezeit reicht von Juni bis August.

## Vorkommen
Die Weiße Mormonentulpe kommt in Kalifornien an schattigen Stellen in offenem Waldland und Gebüsch in Höhenlagen von 0 bis 2000 Meter vor.

## Belege
- Eckehart J. Jäger, Friedrich Ebel, Peter Hanelt, Gerd K. Müller (Hrsg.): Rothmaler Exkursionsflora von Deutschland. Band 5: Krautige Zier- und Nutzpflanzen. Spektrum Akademischer Verlag, Berlin Heidelberg 2008, ISBN 978-3-8274-0918-8.